# Maxwell (Name)
Maxwell ist ein männlicher Vorname und Familienname.

## Namensträger

### Künstlername
- Maxwell (Musiker) (* 1973), US-amerikanischer Musiker
- Maxwell (Rapper) (* 1993), deutscher Rapper
- Maxwell (Fußballspieler) (Maxwell Scherrer Cabelino Andrade; * 1981), brasilianischer Fußballspieler
- Maxwell Jacob Friedman (Maxwell T. Friedman; * 1996), US-amerikanischer Wrestler

### Vorname
- Maxwell Anderson (1888–1959), US-amerikanischer Dramatiker
- Maxwell Armfield (1881–1972), britischer Maler
- Maxwell Ayrton (1874–1960), schottischer Architekt
- Maxwell Batista da Silva (* 1989), brasilianischer Fußballspieler
- Maxwell Bodenheim (1892–1954), US-amerikanischer Schriftsteller
- Maxwell Caulfield (* 1959), schottischer Schauspieler
- Maxwell Cornet (* 1996), französisch-ivorischer Fußballspieler
- Maxwell Perry Cotton (* 2000), US-amerikanischer Schauspieler
- Maxwell Davis (1916–1970), US-amerikanischer Rhythm-and-Blues- und Jazz-Saxophonist, Arrangeur und Produzent
- Maxwell Deacon (1910–1970), kanadischer Eishockeyspieler
- Maxwell Durtschi (* 1991), US-amerikanischer Straßenradrennfahrer, Biathlet und Skilangläufer
- Maxwell Edison, siehe Maxwell’s Silver Hammer
- Maxwell Elgert (* 1998), kanadischer Volleyballspieler
- Maxwell Finland (1902–1987), US-amerikanischer Bakteriologe und Mediziner
- Maxwell Frost (* 1997), kubanisch-amerikanischer Politiker
- Maxwell Fry (1899–1987), britischer Architekt, Autor, Dichter und Maler
- Maxwell Fuller (1945–2013), australischer Schachspieler
- Maxwell Henry Gluck (1899–1984), US-amerikanischer Diplomat
- Maxwell Gyamfi (* 2000), deutscher Fußballspieler
- Maxwell L. Howell (1927–2014), australischer Rugby-Nationalspieler, Sportwissenschaftler und Sporthistoriker
- Maxwell Hunter (1922–2001), US-amerikanischer Raketeningenieur und Raumfahrtwissenschaftler
- Maxwell Ralph Jacobs (1905–1979), australischer Botaniker
- Maxwell Jenkins (* 2005), US-amerikanischer Schauspieler
- Maxwell Knight (1900–1968), britischer Geheimdienstmitarbeiter und Autor von Naturbüchern
- Maxwell Lucas (1910–2010), US-amerikanischer Musiker
- Maxwell Tylden Masters (1833–1907), britischer Botaniker
- Maxwell E. McCombs (1938–2024), US-amerikanischer Kommunikationswissenschaftler
- Maxwell Murray (1885–1948), Generalmajor der United States Army
- Maxwell Musembi (* 1973), kenianischer Marathonläufer
- Maxwell Mwale (* 1957), sambischer Politiker
- Maxwell Valentine Noronha (1926–2018), indischer Geistlicher und römisch-katholischer Bischof
- Maxwell Perkins (1884–1947), US-amerikanischer Lektor
- Maxwell Abbey Quaye (* 1998), ghanaischer Fußballspieler
- Maxwell Reed (1919–1974), britischer Schauspieler
- Maxwell Richter (* 1982), deutscher Schauspieler
- Maxwell Root (* 1999), US-amerikanischer Autorennfahrer
- Maxwell Rosenlicht (1924–1999), US-amerikanischer Mathematiker
- Maxwell George „Max“ Schneider (* 1992), US-amerikanischer Musiker
- Maxwell Simkins (* 2006), US-amerikanischer Schauspieler
- Maxwell Simpson (1815–1902), irischer Chemiker
- Maxwell Sommerville (1829–1904), US-amerikanischer Gemmensammler und -forscher
- Maxwell D. Taylor (1901–1987), US-amerikanischer General
- Maxwell R. Thurman (1931–1995), US-amerikanischer General
- Maxwell William Ward (1921–2020), kanadischer Flugpionier und Gründer der nach ihm benannten Fluggesellschaft Wardair Canada

### Familienname
- Clan Maxwell, schottischer Clan

### A
- Agnes Maxwell, 4. Lady Herries of Terregles († 1594), schottische Adlige
- Alexander Maxwell, 2. Baronet († 1730), schottischer Adliger, Politiker und Großgrundbesitzer
- Ally Maxwell (* 1965), schottischer Fußballspieler
- Andy Maxwell (1951–2013), englischer Rugby-Union-Spieler
- Anita Maxwell (* 1974), US-amerikanische Basketballspielerin
- Anna Maxwell (1851–1929), US-amerikanische Krankenschwester
- Arthur S. Maxwell (1896–1970), britischer Autor
- Augustus Maxwell (1820–1903), US-amerikanischer Politiker
- Aymer de Maxwell (vor 1199–um 1266), schottischer Ritter, Chamberlain of Scotland

### B
- Ben Maxwell (* 1988), kanadischer Eishockeyspieler
- Bill Maxwell, US-amerikanischer Schlagzeuger und Produzent
- Billie Maxwell (1906–1954), US-amerikanische Musikerin
- Blan R. Maxwell (1899–1943), US-amerikanischer Politiker
- Brad Maxwell (1957–2023), kanadischer Eishockeyspieler
- Brandon Maxwell (* 1991), US-amerikanischer Eishockeytorwart
- Bryan Maxwell (* 1955), kanadischer Eishockeyspieler, -trainer und -funktionär
- Byron Maxwell (* 1988), US-amerikanischer American-Football-Spieler

### C
- Cedric Maxwell (* 1955), US-amerikanischer Basketballspieler
- Charlie Maxwell (* 1927), US-amerikanischer Baseballspieler

### D
- Daphne Maxwell Reid (* 1948), US-amerikanische Schauspielerin
- David Maxwell (Politiker, 1943) (1943–2024), US-amerikanischer Politiker
- David Maxwell (Ruderer) (1951–2023), britischer Ruderer
- David Maxwell (Politiker, 1965) (* 1965), irischer Politiker
- David Maxwell Fyfe, 1. Earl of Kilmuir (1900–1967), britischer Politiker

### E
- Edwin Maxwell (1886–1948), irischer Schauspieler
- Elisabeth Maxwell (1921–2013), französische Holocaustforscherin, Ehefrau von Robert Maxwell
- Elsa Maxwell (1883–1963), US-amerikanische Journalistin

### F
- Fleur Maxwell (* 1988), luxemburgische Eiskunstläuferin
- Frank Maxwell (1916–2004), US-amerikanischer Schauspieler

### G
- Garth Maxwell (* 1963), neuseeländischer Regisseur
- Gavin Maxwell (1914–1969), schottischer Schriftsteller und Naturforscher
- George C. Maxwell (1771–1816), US-amerikanischer Politiker
- Georgina Maxwell, 26. Baroness de Ros (1933–1983), britische Adelige
- Ghislaine Maxwell (* 1961), britisch-amerikanische Unternehmerin und Erbin
- Glenn Maxwell (* 1988), australischer Cricketspieler

### H
- Hamish Maxwell (1926–2014), US-amerikanischer Manager
- Herbert Maxwell, 1. Lord Maxwell († vor 1454), schottischer Adeliger
- Herbert de Maxwell († 1298), schottischer Ritter
- Herbert Maxwell (Ritter) († vor 1420), schottischer Adeliger
- Herbert Maxwell, 7. Baronet (1845–1937), schottischer Schriftsteller und Politiker

### J
- Jan Maxwell (1956–2018), US-amerikanische Schauspielerin
- Jane Maxwell (1748/49–1812), britische Gesellschaftsdame
- James Maxwell, 1. Baronet (of Calderwood) († um 1670), schottischer Adliger
- James Maxwell, 6. Baronet (of Pollok) (1735–1785), schottischer Adliger
- James Maxwell, 9. Baron Farnham (1813–1896), britischer Adliger
- James Maxwell (Offizier), britischer Kolonialoffizier
- James Maxwell (Fußballspieler, 1887) (1887–1917), schottischer Fußballspieler
- James Maxwell (Fußballspieler, 2001) (* 2001), schottischer Fußballspieler
- James Maxwell (Schauspieler) (1929–1995), US-amerikanischer Schauspieler
- James Clerk Maxwell (1831–1879), schottischer Physiker
- James Crawford Maxwell, britischer Kolonialoffizier
- James Laidlaw Maxwell (1836–1921), schottischer Missionar
- Jeff Maxwell (* 1947), US-amerikanischer Schauspieler
- Jimmy Maxwell (1917–2002), US-amerikanischer Trompeter
- Joan Maxwell (1930–2000), kanadische Sängerin und Musikpädagogin
- Joe Maxwell (* 1957), US-amerikanischer Politiker
- John Maxwell, Master of Maxwell († 1484), schottischer Adliger
- John Maxwell, 3. Lord Maxwell (1454–1513), schottischer Adliger
- John Maxwell, 7. Lord Maxwell (1553–1593), schottischer Adliger
- John Maxwell, 8. Lord Maxwell († 1613), schottischer Adliger
- John Maxwell, 6. Lord Herries of Terregles († 1631), schottischer Adliger
- John Maxwell, 3. Earl of Nithsdale (um 1600–1677), schottischer Adliger
- John Maxwell, 1. Baron Farnham († 1759), irischer Adliger und Politiker
- John Maxwell (Golfspieler) (1871–1906), US-amerikanischer Golfspieler
- John Maxwell (Filmproduzent) (1877–1940), britischer Filmproduzent
- John Maxwell (Sportschütze) (* 1951), australischer Sportschütze
- John Heron-Maxwell, 4. Baronet (1772–1830), britischer Adliger und Generalleutnant
- John C. Maxwell (John Calvin Maxwell; * 1947), US-amerikanischer Pfarrer und Autor
- John Grenfell Maxwell (1859–1929), britischer General
- John Patterson Bryan Maxwell (1804–1845), US-amerikanischer Politiker
- Jonathan Dixon Maxwell (1864–1928), US-amerikanischer Industrieller
- Julia Maxwell (* 1989), kanadische Schauspielerin

### K
- Kevin Maxwell (* 1960), kanadischer Eishockeyspieler

### L
- Lawrence Maxwell (1853–1927), US-amerikanischer Jurist
- Lewis Maxwell (1790–1862), US-amerikanischer Politiker
- Lilly Maxwell (um 1800–1876). schottisch-britische Frauenrechtlerin
- Lois Maxwell (1927–2007), kanadische Schauspielerin
- Lukita Maxwell (* 2001), indonesisch-US-amerikanische Schauspielerin

### M
- Marilyn Maxwell (1921–1972), US-amerikanische Schauspielerin
- Michaela Maxwell, anderer Name von Michaela Haas (* 1970), deutsche Journalistin und Fernsehmoderatorin

### N
- Neal A. Maxwell (1926–2004), amerikanischer Kirchenführer, Apostel der Kirche Jesu Christi der Heiligen der Letzten Tage
- Neville Maxwell (Journalist) (* 1926), britisch-australischer Journalist und Herausgeber
- Neville Maxwell (Ruderer) (* 1970), irischer Ruderer
- Norm Maxwell (* 1976), neuseeländischer Rugby-Union-Spieler

### P
- Paul Maxwell (Schauspieler) (1921–1991), kanadischer Schauspieler
- Paul Maxwell, Pseudonym von Paolo Bianchini (* 1933), italienischer Filmregisseur und Drehbuchautor
- Perry Duke Maxwell (1879–1952), US-amerikanischer Golfarchitekt
- Peter Maxwell, 27. Baron de Ros (* 1958), englischer Adliger und Politiker

### R
- Richard Maxwell (* 1967), US-amerikanischer Regisseur, Theaterleiter, Autor und Musiker
- Robert Maxwell, 2. Lord Maxwell († 1485), schottischer Adliger
- Robert Maxwell, 4. Lord Maxwell (1493–1546), schottischer Adliger
- Robert Maxwell, 5. Lord Maxwell (1510–1552), schottischer Adliger
- Robert Maxwell, 6. Lord Maxwell (um 1550–um 1554), schottischer Adliger
- Robert Maxwell, 1. Earl of Nithsdale (nach 1586–1646), schottischer Adliger
- Robert Maxwell, 2. Earl of Nithsdale (1620–1667), schottischer Adliger
- Robert Maxwell, 4. Earl of Nithsdale (1628–1683), schottischer Adliger
- Robert Maxwell, 1. Baronet († 1681), schottischer Adliger
- Robert Maxwell, 2. Baronet († 1693), schottischer Adliger
- Robert Maxwell, 4. Baronet († 1729), schottischer Adliger
- Robert Maxwell, 1. Earl of Farnham († 1779), irischer Politiker und Adliger
- Robert Maxwell, 7. Baronet († 1786), schottischer Adliger
- Robert Maxwell (Architekt) (Robert Millar Maxwell; 1922–2020), britischer Architekturtheoretiker
- Robert Maxwell (1923–1991), britischer Verleger
- Robert A. Maxwell (1838–1912), US-amerikanischer Politiker
- Roberta Maxwell (* 1942), kanadische Schauspielerin
- Ronald F. Maxwell (* 1949), US-amerikanischer Filmregisseur und Drehbuchautor

### S
- Sam Maxwell (* 1991), englischer Boxer
- Samara Maxwell (* 2001), neuseeländische Radrennfahrerin
- Samuel Maxwell (1825–1901), US-amerikanischer Politiker
- Samuel Maxwell (Boxer) (* 1988), britischer Boxsportler
- Sarah Dawn Maxwell (* 1977), kanadische Beachvolleyballspielerin
- Scott Maxwell (* 1964), kanadischer Autorennfahrer
- Stella Maxwell (* 1990), nordirisches Model
- Stephanie Maxwell-Pierson (* 1964), US-amerikanische Ruderin
- Stewart Maxwell (* 1963), schottischer Politiker
- Susannah Maxwell (1805–1923), US-amerikanische, später in Kanada lebende, prominente Person der Geschichte der Afroamerikaner

### T
- Thomas Maxwell (1792–1864), US-amerikanischer Politiker

### V
- Vernon Maxwell (* 1965), US-amerikanischer Basketballspieler

### W
- Warren Maxwell (* 1952), britischer Eiskunstläufer
- Willie Maxwell II (* 1991), US-amerikanischer Rapper, siehe Fetty Wap
- William Maxwell, 5. Lord Herries of Terregles († 1604), schottischer Adliger
- William Maxwell (Mediziner, 1581) (1581–1641), schottischer Arzt
- William Maxwell, 1. Baronet (um 1635–1709), schottischer Adliger
- William Maxwell, 2. Baronet (of Calderwood) (um 1640–1703), schottischer Adliger
- William Maxwell, 3. Baronet (of Calderwood) († 1716), schottischer Adliger
- William Maxwell, 5. Earl of Nithsdale (1676–1744), schottischer Adliger
- William Maxwell, 4. Baronet (of Calderwood) († 1750), schottischer Adliger
- William Maxwell, 2. Baronet (of Springkell) (1703–1760), schottischer Adliger
- William Maxwell, 3. Baronet (of Monreith) (um 1715–1771), schottischer Adliger
- William Maxwell (General) (1733–1796), irisch-amerikanischer General
- William Maxwell, 3. Baronet (of Springkell) (1739–1804), schottischer Adliger
- William Maxwell (Mediziner, 1769) (1769–1826), schottischer Arzt
- William Maxwell, 4. Baronet (of Monreith) († 1812), schottischer Adliger
- William Maxwell, 7. Baronet (1754–1837), schottischer Adliger
- William Maxwell, 5. Baronet (1779–1838), schottischer Adliger
- William Maxwell, 8. Baronet (1793–1865), schottischer Adliger
- William Maxwell, 4. Baronet (of Cardoness) († 1844), schottischer Adliger
- William Maxwell, 6. Baronet (1805–1877), schottischer Adliger
- William Maxwell, 3. Baronet (of Cardoness) (1809–1886), schottischer Adliger
- William Maxwell, 9. Baronet (1818–1878), schottischer Adliger
- William Maxwell, 10. Baronet (1828–1885), schottischer Adliger
- William Maxwell (Genossenschaftler), schottischer Politiker und Genossenschaftler
- William Maxwell (Fußballspieler) (1875–1940), schottischer Fußballspieler und -trainer
- William Maxwell (Schriftsteller) (1908–2000), US-amerikanischer Journalist und Schriftsteller
- William Stirling-Maxwell (1818–1878), schottischer Politiker, Kunsthistoriker und Sammler
- William Edward Maxwell (1846–1897), britischer Kolonialgouverneur
- William George Maxwell (1871–1959), britischer Kolonialbeamter
- William Sutherland Maxwell (1874–1952), kanadischer Architekt

### Fiktive Figuren
- Maxwell, der mutige Osterhase, Protagonist des gleichnamigen Zeichentrickfilms aus dem Jahre 1996